# Angelika Meier
Angelika Meier (* 22. April 1968) ist eine deutsche Schriftstellerin.

## Leben
Meier studierte Politologie und Literaturwissenschaften. Eine Zeit lang arbeitete sie als wissenschaftliche Mitarbeiterin an der FU Berlin. Sie promovierte in germanistischer Literaturwissenschaft. Ihr Roman Heimlich, heimlich mich vergiss stand auf der Longlist für den Deutschen Buchpreis 2012. 2016 erhielt sie den Kunstpreis Literatur der Akademie der Künste Berlin. Am 9. Februar 2021 hielt sie die Laudatio für Monika Rinck als Gewinnerin des Berliner Literaturpreises 2021.
Angelika Meier lebt als freie Autorin in Berlin.

## Werke
- 2008: Die monströse Kleinheit des Denkens : Derrida, Wittgenstein und die Aporie in Philosophie, Literatur und Lebenspraxis. Rombach Verlag, Freiburg im Breisgau, ISBN 978-3-7930-9543-9.
- 2010: England. Roman. Diaphanes, Zürich, ISBN 978-3-03734-104-9.
- 2012: Heimlich, heimlich mich vergiss. Roman.[4][5] Diaphanes, Zürich, ISBN 978-3-03734-184-1.
- 2013: Stürzen, drüber schlafen. Kleine Geschichten und Stücke. Diaphanes, Zürich, ISBN 978-3-03734-400-2.
- 2016: Osmo. Roman. Diaphanes, Zürich, ISBN 978-3-03734-896-3.
- 2018: Wer ich wirklich bin. Zürich, Diaphanes.
- 2021: Die Auflösung des Hauses Decker. Roman. Diaphanes, Zürich, ISBN 978-3-0358-0452-2.

## Auszeichnungen
- 2015: Stipendium des Berliner Senats
- 2016: Kunstpreis Literatur der Akademie der Künste Berlin
- 2020: Stipendium der Stiftung Preußische Seehandlung